# 5 janvier dans les chemins de fer
5 décembre 5 février
Chronologies thématiques
- Croisades
- Sports
- Disney

Cette page concerne les événements qui se sont déroulés un 5 janvier dans les chemins de fer.

## Événements

### XIXesiècle
- 1865. France : mise en service de la section Corbeil-Essonnes - Maisse de la ligne de Villeneuve-Saint-Georges à Montargis.

- 1885. Portugal : début de la construction du pont Maria Pia par Gustave Eiffel à Porto. (Companhia Real dos Caminhos de Ferro Portugueses).

### XXesiècle
- 1977 : France, mise en service officielle de la gare de Bercy, située près de la gare de Lyon à Paris et spécialisée dans le traitement des trains autos couchettes à destination du Sud-Est.

## Décès
- 1867 : William Norris, constructeur américain de locomotive à vapeur et fondateur de la compagnie Norris Locomotive Works.